# Újoncok: FBI
Az Újoncok: FBI (eredeti cím: The Rookie: Feds) 2022 és 2023 között vetített amerikai drámasorozat, amelyet Alexi Hawley és Terence Paul Winter alkotott. Az újonc spin-offja. A főbb szerepekben Niecy Nash-Betts, Frankie Faison, James Lesure, Britt Robertson, Felix Solis és Kevin Zegers látható.
Amerikában 2022. szeptember 27-én az ABC, Magyarországon 2023. december 6-án az RTL mutatta be. Néhány részt csak a Cool TV mutatott be.
2023 novemberében az első évad után törölték a sorozatot.

## Szereplők

### Főszereplők
| Szereplő                  | Színész          | Magyar hang       |
| ------------------------- | ---------------- | ----------------- |
| Simone Clark              | Niecy Nash-Betts | Kocsis Mariann    |
| Christopher "Cutty" Clark | Frankie Faison   | Faragó András     |
| Carter Hope               | James Lesure     | Maday Gábor       |
| Laura Stensen             | Britt Robertson  | Nemes Takách Kata |
| Matthew "Matt" Garza      | Felix Solis      | Vida Péter        |
| Brendon Acres             | Kevin Zegers     | Pál Tamás         |

### Mellékszereplők
| Szereplő             | Színész        | Magyar hang |
| -------------------- | -------------- | ----------- |
| Elena Flores         | Michelle Nuñez |             |
| Antoinette Benneteau | Devika Bhise   |             |
| Tracy Chiles         | Courtney Ford  |             |
| DJ                   | Jessica Betts  |             |

### EpizódszereplőkAz újonc-ból
| Szereplő       | Színész          | Magyar hang        |
| -------------- | ---------------- | ------------------ |
| John Nolan     | Nathan Fillion   | Czvetkó Sándor     |
| Angela Lopez   | Alyssa Diaz      | TBA                |
| Wade Grey      | Richard T. Jones | TBA                |
| Lucy Chen      | Melissa O’Neil   | Bogdányi Titanilla |
| Tim Bradford   | Eric Winter      | TBA                |
| Wesley Evers   | Shawn Ashmore    | TBA                |
| Quigley Smitty | Brent Huff       | Epres Attila       |

## Évados áttekintés
| Évad | Évad | Részek száma | Eredeti sugárzás     | Eredeti sugárzás | Eredeti adó | Magyar sugárzás   | Magyar sugárzás  | Magyar adó |
| Évad | Évad | Részek száma | Évadbemutató         | Évadzáró         | Eredeti adó | Évadbemutató      | Évadzáró         | Magyar adó |
| ---- | ---- | ------------ | -------------------- | ---------------- | ----------- | ----------------- | ---------------- | ---------- |
|      | 0    | 2            | 2022. április 24.    | 2022. május 1.   | ABC         | 2022. június 24.  | 2022. július 1.  | Viasat 2   |
|      | 1    | 22           | 2022. szeptember 27. | 2023. május 2.   | ABC         | 2023. december 6. | 2024. január 30. | /          |

## Epizódok

### Bemutatkozó epizódok
Az Újoncok: FBI és a karakterei Az újonc negyedik évadának Simone és Enervo című epizódjában mutatkozott be, ezek az epizódok szolgáltak a sorozat backdoor pilotjának.
| Sor. | Év. | Cím             | Rendező         | Író                                | Premier                            | Nézettség   |
| ---- | --- | --------------- | --------------- | ---------------------------------- | ---------------------------------- | ----------- |
| 73.  | 19. | Simone (Simone) | Liz Friedlander | Alexi Hawley & Terence Paul Winter | 2022. április 24. 2022. június 24. | 3,95 millió |
| 74.  | 20. | Enervo (Enervo) | Bill Roe        | Alexi Hawley & Terence Paul Winter | 2022. május 1. 2022. július 1.     | 4,17 millió |

### Első évad (2022-2023)
| Sor. | Év. | Cím                                     | Rendező          | Író                                                                     | Premier                                      | Nézettség   |
| ---- | --- | --------------------------------------- | ---------------- | ----------------------------------------------------------------------- | -------------------------------------------- | ----------- |
| 1.   | 1.  | Az első nap (Day One)                   | Bill Roe         | Alexi Hawley & Terence Paul Winter                                      | 2022. szeptember 27. 2023. december 6.       | 2,28 millió |
| 2.   | 2.  | Versengés (Face Off)                    | Michael Goi      | Wendy Calhoun                                                           | 2022. október 4. 2023. december 7.           | 1,77 millió |
| 3.   | 3.  | Baljós szerelmesek (Star Crossed)       | Robert Bella     | Nancy Kiu                                                               | 2022. október 11. 2023. december 8.          | 1,57 millió |
| 4.   | 4.  | Ha halni kell (To Die For)              | Tori Garrett     | Nick Hurwitz                                                            | 2022. október 18. 2024. január 5. (Cool TV)  | 2,01 millió |
| 5.   | 5.  | Felicia (Felicia)                       | Eric Dean Seaton | Stacy A. Littlejohn                                                     | 2022. október 25. 2023. december 11.         | 1,87 millió |
| 6.   | 6.  | A kaszás (The Reaper)                   | Cheryl Dunye     | Stephanie Hicks                                                         | 2022. november 1. 2023. december 12.         | 1,81 millió |
| 7.   | 7.  | Visszaszámlálás (Countdown)             | Cherie Nowlan    | Corey Miller                                                            | 2022. november 15. 2023. december 13.        | 1,55 millió |
| 8.   | 8.  | Leszámolás (Standoff)                   | P.J. Pesce       | Amanda Mercedes                                                         | 2022. november 22. 2023. december 14.        | 1,74 millió |
| 9.   | 9.  | Emlékek (Flashback)                     | Tessa Blake      | Alexi Hawley                                                            | 2022. november 29. 2023. december 15.        | 2,47 millió |
| 10.  | 10. | A néma fogoly (The Silent Prisoner)     | Michael Goi      | Terence Paul Winter                                                     | 2023. január 3. 2023. december 18.           | 3,80 millió |
| 11.  | 11. | Közeli kapcsolat (Close Contact)        | Oz Scott         | Tévéjáték: Wendy Calhoun & Amanda Mercedes Történet: Nancy Kiu          | 2023. január 10. 2023. december 19.          | 2,62 millió |
| 12.  | 12. | Véres hajsza (Out for Blood)            | Lanre Olabisi    | Tévéjáték: Stacy A. Littlejohn & Stephanie Hicks Történet: Nick Hurwitz | 2023. január 17. 2024. január 17. (Cool TV)  | 2,99 millió |
| 13.  | 13. | Kis hal, nagy hal (The Remora)          | Michael Goi      | Corey Miller                                                            | 2023. január 24. 2023. december 20.          | 2,81 millió |
| 14.  | 14. | Az ajánlat (The Offer)                  | Jon Huertas      | Wendy Calhoun & Nancy Kiu                                               | 2023. január 31. 2023. december 21.          | 3,19 millió |
| 15.  | 15. | Aki kétszer halt meg (Dead Again)       | Lanre Olabisi    | Stephanie Hicks & Amanda Mercedes                                       | 2023. február 14. 2023. december 22.         | 2,62 millió |
| 16.  | 16. | Pénz vagy szerelem (For Love and Money) | Jean E. Lee      | Stacy A. Littlejohn & Nick Hurwitz                                      | 2023. február 21. 2024. január 2.            | 2,60 millió |
| 17.  | 17. | Bosszú (Payback)                        | Robert Bella     | Beverly Sutphin                                                         | 2023. február 28. 2024. január 24. (Cool TV) | 2,80 millió |
| 18.  | 18. | A vörös ellenség (Seeing Red)           | Patrick Cady     | Corey Miller & Wendy Calhoun                                            | 2023. március 21. 2024. január 3.            | 2,30 millió |
| 19.  | 19. | Égető kérdések (Burn Run)               | Hernán Otaño     | Jessica Flowers & Scott Kolp                                            | 2023. március 28. 2024. január 4.            | 2,88 millió |
| 20.  | 20. | Halálsoron (I Am Many)                  | Cheryl Dunye     | Stacy A. Littlejohn & Nancy Kiu                                         | 2023. április 18. 2024. január 29. (Cool TV) | 2,24 millió |
| 21.  | 21. | Vérvonal (Bloodline)                    | Rob Seidenglanz  | Alexi Hawley                                                            | 2023. április 25. 2024. január 30. (Cool TV) | 2,49 millió |
| 22.  | 22. | Jófiúk, rosszfiúk (Red One)             | Michael Goi      | Terence Paul Winter                                                     | 2023. május 2. 2024. január 5.               | 2,98 millió |

## A sorozat készítése
2022. február 8-án jelentették be, hogy az ABC egy spin-off sorozatot fejleszt Az újonc című sorozathoz, amelynek középpontjában az FBI állna. 2022. február 8-án azt is bejelentették, hogy a sorozatot egy két epizódos backdoor pilot révén vezetnék be az anyasorozatban. Az újonc alkotója, Alex Hawley, Terence Paul Winterrel közösen készítette a sorozatot, mindketten Michelle Chapman, Bill Norcross, Corey Miller, Niecy Nash és Nathan Fillion mellett vezető producerként is dolgoznak.